# Nomination
Nomination es una marca global de joyería con sede en Italia, más conocida por Italian Charm Bracelet o la pulsera Nomination.

## Historia
La marca fue fundada en 1983 por Paolo Gensini con el primer nombre de empresa, G4, en Sesto Fiorentino, cerca de Florencia, Italia, una ciudad con una tradición centenaria de orfebres y joyeros. Trabajando como heladero en su juventud, Paolo Gensini decidió crear una pulsera personalizable como los sabores de un helado en el que cada uno puede elegir a su gusto y crear algo único. En 1987, Paolo Gensini diseñó la pulsera Composable con letras y símbolos de oro y que llamó pulsera Nomination, que más tarde, en la década de 2000, dio nombre a la propia empresa, convirtiéndose en una marca. Cada pulsera Composable es personalizable con Links de diversos temas, letras, números, símbolos, etc.
En los años 90 la pulsera tuvo un gran éxito, primero en Italia, y luego, a principios de los 2000, en los países del norte de Europa e inmediatamente después en Estados Unidos. Como la pulsera procedía de Italia, se llamaba Italian Charm Bracelet o pulsera Nomination. En la década de 2000, Nomination denominó a esta colección Composable, para proteger su marca. Está compuesta por más de 3.000 Links con temas variados.
En 1996, la empresa abrió la primera tienda monomarca en Milán. En 2008 Nomination lanzó una nueva línea Composable llamada Silvershine Collection.
En 2014, Nomination recibió el Premio David de Miguel Ángel que, gracias a su actividad profesional, "ha llevado el nombre de Florencia en alto por todo el mundo".
En 2019 la marca lanzó la campaña "One for you, one for me" cuyo objetivo era mostrar la conexión entre las personas y el poder de compartir e intercambiar los Links de las pulseras Nomination. El catálogo de la marca incluía aproximadamente 2.500 Links. En aquel momento la empresa operaba con cinco mil minoristas independientes y 50 tiendas monomarca.
En 2023, la empresa inauguró su primera tienda insignia en Ciudad del Cabo, en el V&A Waterfront.
La empresa lanza cada temporada nuevos diseños de Links para la pulsera Composable y nuevas colecciones de joyas. Desde 2023 Nomination se vende en más de 40 países a través de joyerías independientes y en tiendas monomarca de las principales ciudades del mundo.